# Walking in the rain/Stars to shine again
『Walking in the rain/Stars to shine again』（ウォーキング・イン・ザ・レイン / スターズ・トゥ・シャイン・アゲイン）は、日本の女性歌手グループ、SPEEDの14枚目のシングル。2度目の再結成時にリリースされた。

## 解説
- SPEED初の両A面シングルであり、コピーコントロールCDで発売された。
- 2003年に行った全国ツアーで先行披露された。
- 元々はアルバム『BRIDGE』にのみ収録・発売予定だったが、リカットシングルとして同時発売された。
- 2度目の再結成は2003年いっぱいだったため、年末の歌番組にも多数出演したが、歌うのは「Walking in the rain」のみで「Stars to shine again」は一度も歌われなかった。

### Walking in the rain
- 楽曲プロデュースはゴスペラーズ。
- ビデオクリップは全編CGが用いられている。

### Stars to shine again
- 楽曲プロデュースはTommy february6
- タイトル曲で初めて上原多香子がメインボーカルを務めた。
- 明治製菓「手作りチョコレート」CMソング（本人出演）。
- ツアーでの歌唱時にバックで流されたビデオクリップはメンバーがチアリーダーに扮したもので、2011年のファンミーティングでも流され、アルバム『4 COLORS』の付属DVDで初めてパッケージ化された。

## 収録曲
1. Walking in the rain
  - 作詩:安岡優（ゴスペラーズ） / 作曲:黒沢薫（ゴスペラーズ） / 編曲:宇佐美秀文、松本圭司
2. Stars to shine again
  - 作詞:Tommy february6 / 作曲:MALIBU CONVERTIBLE / 編曲:上杉洋史
3. Be My Love（X'mas version）
  - 作詞･作曲:伊秩弘将 / 編曲:旭純

13thシングルのリアレンジバージョン
4. White Love（2003 live memorial）
  - 作詞･作曲:伊秩弘将 / 編曲:水島康貴

5thシングルのライブバージョン
5. Walking in the rain （Instrumental）
6. Stars to shine again （Instrumental）

## 商品規格
- AVCD-16044 定価￥1,050